# Тестемониум
Тестемо́ниум (англ. Testimonial) — форма рекламы, использующая авторитет популярной личности. В роли знаменитости может выступать не только реальная личность (актер, спортсмен, политический деятель), но и, например, животное или мультипликационный персонаж. В более широком смысле понятие используется при описании рекламы, в которой любой человек описывает достоинства продвигаемого продукта. Является частью пользовательского маркетинга.
Обычно знаменитости приглашаются для участия в рекламных роликах и других промоматериалах. Популярный человек интегрируется в общий контекст рекламного сообщения, создавая целостное восприятие рекламы.

## Цели и функции привлечения знаменитостей в рекламе
Маркетологи постоянно увеличивают использование образов знаменитостей и их авторитет в кампаниях по продвижению с целью повышения осведомленности потребителей о бренде. Знаменитость, как правило, своим образом жизни должна отражать ценности бренда, соответствовать креативной идее продвижения и следовать определенным стандартам потребительского поведения.
По подсчетам исследователей из Millward Brown, знаменитостей приглашают для участия примерно в каждой десятой рекламной кампании. При этом данная стратегия различается в популярности в зависимости от региона: в странах Азии 26 % кампаний проходит с участием знаменитостей, в то время как в странах Центральной и Восточной Европы, включая Россию доля таких рекламных кампаний составляет 8 %. Согласно тому же исследованию, «вклад» знаменитости в успех рекламной кампании составляет около 16 %, при этом роль знаменитостей в создании позитивного настроения в рекламе максимальна — более 58 %.
Исследование, проведенное Мартином, Венцелем и Томзаком в 2008 году, показало, что эффективности тестемониумов находится в прямой зависимости от степени влияния и качественных характеристик предлагаемых товаров. Согласно результатам исследования, люди, находящиеся под значительным давлением со стороны коллектива, активнее реагируют на рекламу с участием знаменитостей. С другой стороны, те, для кого чужое мнение не имеет большого значения, больше прислушиваются к рекламе, которая просто описывает достоинства продвигаемых товаров.
Тестемониум близок к понятию «посол бренда», но не синонимичен ему. «Посол бренда» глубже вовлечен в процесс продвижения определенного бренда (предлагает товары бренда друзьям и знакомым, участвует в акциях), а также нацелен на более долгосрочное сотрудничество. Кроме того, в рамках тестемониума знаменитость может продвигать несколько брендов одновременно, в то время как «амбассадоры» могут работать только с одним брендом.
Имидж популярного человека может стать эффективным инструментом в продвижении брендов. К примеру, если бренд только начал свою активность на рынке, или компания относится к сегменту малого и среднего бизнеса, то демонстрация тестемониумов позволит достичь следующих целей:
- повысить осведомленность целевой аудитории о бренде в короткие сроки;
- сформировать положительное восприятие;
- придать бренду черты, которые необходимы для роста[6].

Повышение узнаваемости и формирование положительного мнения о бренде связаны с тем, что знаменитость в тестемониуме как бы дает «гарантию качества» продвигаемых брендов. Эта гарантия оказывает влияние на потребителей, так как знаменитости пользуются доверием аудитории. Также одной из причин использования знаменитостей в рекламе является интерес со стороны потребителей — они стремятся больше узнать о характере, увлечениях и пристрастиях звезд. Таким образом, тестемониум также рождает чувство причастности к знаменитости.
Считается, что реклама с привлечением знаменитостей является одним из самых старых форматов рекламы. Телевизионные тестемониумы появились с распространением коммерческого телевидения. Одним из наиболее известных кейсов тестемониума является участие популярных американских актеров в рекламе табачных изделий под брендом Marlboro. В этой рекламе в образе «ковбоев Marlboro» снимались Уэйн Макларен, Дэвид Маклин и Дик Хаммер.

## В России
К стратегии использования знаменитостей в рекламе в свое время активно прибегал банк «Траст». Выходя на рынок с одними из самых низких показателей финансовой надежности, представители банка использовали таких звезд, как Владимир Турчинский и Брюс Уиллис. Благодаря этому в глазах потенциальных вкладчиков они выглядели надежным, стабильным и практически несокрушимым банком. Проблемы, с которыми банк столкнулся недавно, вызвали у большинства людей по меньшей мере недоумение, именно потому что восприятие бренда как надежного плотно укоренилось в массовом сознании потребителей.
Более того, использование звезды в рекламе может повысить градус эмоций, стать причиной для любви к бренду. Использование в рекламе таких персонажей, как Сергей Светлаков («Билайн») или Иван Ургант («Мегафон», «Актимель») как раз имеет такой позитивный эмоциональный эффект на отношение к бренду.

## Тенденции в развитии тестемониумов
Одним из новейших подходов к использованию популярных людей в рекламе является не приглашение «звезд» для рекламы определенных товаров, а разработка товаров специально под знаменитостей, которые оказывают влияние на целевую аудиторию бренда. Стратегия заключается в том, что потребители в стремлении быть похожим на знаменитость, будут приобретать различные товары для этого.
Кроме того, получают значительное распространение социальные и политические тестемониумы. Целью социальной рекламы со знаменитостями является привлечение внимания потребителей к проблемам общества, активизация общественного диалога по определенной тематике. Подобные тестемониумы также повышают узнаваемость и авторитет различных общественных организаций. В качестве примера можно привести сотрудничество фонда «Вера» и актрис Ингеборги Дапкунайте и Татьяны Друбич.

## Тестемониумы в социальных сетях
Социальные сети становятся все более популярной площадкой для продвижения товаров с участием знаменитостей. Цель продвижения сохраняется — поддержание и повышение узнаваемости бренда, а также влияние на покупательское поведение. Согласно исследованию Zenith, расходы на рекламу в социальных сетях в 2016 году составили 29 миллиардов долларов, и ожидается, что в 2019 году этот объем вырастет до 50 миллиардов долларов. Рекламные и маркетинговые компании спонсируют знаменитостей, чтобы они публиковали в Twitter и другие социальные сети рекламные сообщения о бренде.
Instagram является одним из наиболее используемых инструментов для распространения отзывов о товарах и услугах. Продвижение осуществляется с помощью функции тегирования, которая напрямую связана с оригинальным брендом или конкретным местом публикации. Пользователи с большим количеством фолловеров обычно нацелены на получение запросов на индоссаменты, целью которых является создание таких отзывов. В таком случае знаменитость получает комиссию за рекламу места или продукта. Эта тенденция особенно нарастает в Индонезии среди пользователей с по меньшей мере тысячей последователей, где некоторые из них теперь известны именно публикациями фотографий в рекламных целях.